# Гран-при Бразилии 2008 года
Гран-при Бразилии 2008 года — восемнадцатый и заключительный этап чемпионата мира в классе Формулы-1 2008 года, прошёл с 31 октября по 2 ноября на трассе «Интерлагос». В гонке победу одержал Фелипе Масса, а Льюис Хэмилтон пришёл на финиш пятым, за поворот до финиша обогнав Тимо Глока и стал чемпионом мира, лишь на 1 очко опередив Массу. Кубок конструкторов достался команде «Феррари».

## Перед гонкой

### Требования для победы в личном зачёте
Перед гонкой лидер чемпионата Льюис Хэмилтон на 7 очков опережал Фелипе Массу, занимающего второе место. Масса должен был финишировать в первой двойке, чтобы выиграть чемпионат. В случае равенства очков чемпионом становился гонщик, у которого больше всех первых мест. Если количество первых мест равно, то чемпион определялся бы по количеству вторых мест и так далее.
| Место | Гонщик         | 1 | 2 | 3 | 4 | 5 | 6 | 7 | 8 | Очки |
| ----- | -------------- | - | - | - | - | - | - | - | - | ---- |
| 1     | Льюис Хэмилтон | 5 | 2 | 3 | 0 | 2 | 0 | 1 | 0 | 94   |
| 2     | Фелипе Масса   | 5 | 2 | 2 | 0 | 1 | 1 | 1 | 0 | 87   |

| Гонщик         | Результат (всего очков) | Результат (всего очков) | Результаты соперников (всего очков) | Результаты соперников (всего очков) |
| Гонщик         | Результат (всего очков) | Результат (всего очков) | Хэмилтон                            | Масса                               |
| -------------- | ----------------------- | ----------------------- | ----------------------------------- | ----------------------------------- |
| Льюис Хэмилтон | 1                       | 104                     |                                     | — (95)                              |
| Льюис Хэмилтон | 2                       | 102                     | — (97)                              |                                     |
| Льюис Хэмилтон | 3                       | 100                     | — (97)                              |                                     |
| Льюис Хэмилтон | 4                       | 99                      | — (97)                              |                                     |
| Льюис Хэмилтон | 5                       | 98                      | — (97)                              |                                     |
| Льюис Хэмилтон | 6                       | 97                      | 2 (95)                              |                                     |
| Льюис Хэмилтон | 7                       | 96                      | 2 (95)                              |                                     |
| Льюис Хэмилтон | 8                       | 95                      | 3 (93)                              |                                     |
| Льюис Хэмилтон | Без очков               | 94                      | 3 (93)                              |                                     |
| Фелипе Масса   | 1                       | 97                      | 6 (97)                              |                                     |
| Фелипе Масса   | 2                       | 95                      | 8 (95)                              |                                     |

### Требования для победы в Кубке конструкторов
Ferrari опережала McLaren-Mercedes на 11 очков. До тех пор, пока оба гонщика Ferrari финишировали в первой пятёрке, Кубок конструкторов им был обеспечен, даже если гонщики McLaren финишировали бы дублем.

## Свободные заезды
| Сессия | № | Лидер           | Конструктор | Ш | Время    | Погода                                      | Воздух °C | Трасса °C |
| ------ | - | --------------- | ----------- | - | -------- | ------------------------------------------- | --------- | --------- |
| 1      | 2 | Фелипе Масса    | Ferrari     | B | 1:12,305 | Пасмурно, небольшой дождь в середине сессии | +17       | +21       |
| 2      | 5 | Фернандо Алонсо | Renault     | B | 1:12,296 | Пасмурно, небольшой дождь в середине сессии | +17       | +21       |
| 3      | 5 | Фернандо Алонсо | Renault     | B | 1:12,141 | Небольшая облачность, сухо                  | +29       | +31       |

## Квалификация
| Место | №  | Имя                 | Конструктор         | Часть 1  | Часть 2  | Часть 3  | Старт |
| ----- | -- | ------------------- | ------------------- | -------- | -------- | -------- | ----- |
| 1     | 2  | Фелипе Масса        | Ferrari             | 1:11,830 | 1:11,875 | 1:12,368 | 1     |
| 2     | 11 | Ярно Трулли         | Toyota              | 1:12,226 | 1:12,107 | 1:12,737 | 2     |
| 3     | 1  | Кими Райкконен      | Ferrari             | 1:12,083 | 1:11,950 | 1:12,825 | 3     |
| 4     | 22 | Льюис Хэмилтон      | McLaren-Mercedes    | 1:12,213 | 1:11,856 | 1:12,830 | 4     |
| 5     | 23 | Хейкки Ковалайнен   | McLaren-Mercedes    | 1:12,366 | 1:11,768 | 1:12,917 | 5     |
| 6     | 5  | Фернандо Алонсо     | Renault             | 1:12,214 | 1:12,090 | 1:12,967 | 6     |
| 7     | 15 | Себастьян Феттель   | Toro Rosso-Ferrari  | 1:12,390 | 1:11,845 | 1:13,082 | 7     |
| 8     | 3  | Ник Хайдфельд       | BMW Sauber          | 1:12,371 | 1:12,026 | 1:13,297 | 8     |
| 9     | 14 | Себастьен Бурде     | Toro Rosso-Ferrari  | 1:12,498 | 1:12,075 | 1:14,105 | 9     |
| 10    | 12 | Тимо Глок           | Toyota              | 1:12,223 | 1:11,909 | 1:14,230 | 10    |
| 11    | 6  | Нельсиньо Пике      | Renault             | 1:12,348 | 1:12,137 |          | 11    |
| 12    | 10 | Марк Уэббер         | Red Bull-Renault    | 1:12,409 | 1:12,289 |          | 12    |
| 13    | 4  | Роберт Кубица       | BMW Sauber          | 1:12,381 | 1:12,300 |          | 13    |
| 14    | 9  | Дэвид Култхард      | Red Bull-Renault    | 1:12,690 | 1:12,717 |          | 14    |
| 15    | 17 | Рубенс Баррикелло   | Honda               | 1:12,548 | 1:13,139 |          | 15    |
| 16    | 8  | Кадзуки Накадзима   | Williams-Toyota     | 1:12,800 |          |          | 16    |
| 17    | 16 | Дженсон Баттон      | Honda               | 1:12,810 |          |          | 17    |
| 18    | 7  | Нико Росберг        | Williams-Toyota     | 1:13,002 |          |          | 18    |
| 19    | 21 | Джанкарло Физикелла | Force India-Ferrari | 1:13,426 |          |          | 19    |
| 20    | 20 | Адриан Сутиль       | Force India-Ferrari | 1:13,508 |          |          | 20    |

## Гонка

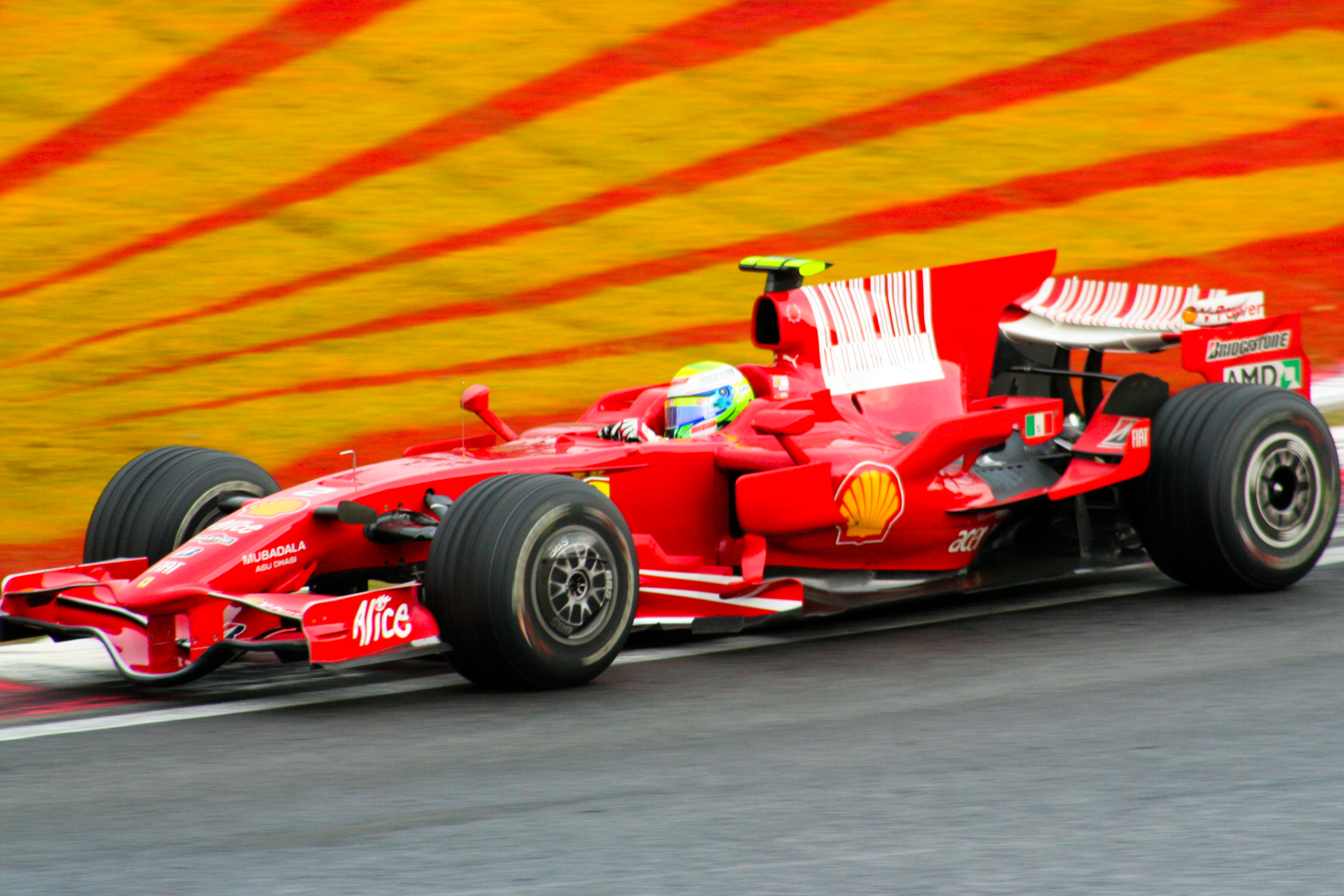
Фелипе Масса, победитель Гран-при Бразилии 2008 года

За несколько минут до официального начала гонки в Сан-Паулу прошёл короткий ливень и намочил всю трассу, руководство гонки отложило старт прогревочного круга на 10 минут, а все команды поменяли резину с сухой на промежуточную. Роберт Кубица стартовал с пит-лейн, из-за просчёта команды ему поставили псевдослики, но проехав прогревочный круг он заехал на пит-стоп, чтобы сменить резину. На старте влажной трассы в лидирующей четверке ситуация не поменялась. Позади Ковалайнен откатился на две позиции, его обошёл Алонсо, которого в свою очередь обошёл Феттель. Во втором десятке произошёл контакт, где развернуло Култхарда, а после в него врезался Накадзима, и шотландец сошёл. В следующем повороте из гонки также выбыл Пике. Через несколько кругов на подсыхающей трассе все гонщики начали менять резину на сухую, смогли несколько улучшить свои позиции те, кто сделал это немного раньше остальных. Алонсо смог подняться с шестой на третью строчку, обошёл Райкконена и шёл третьим за Феттелем, который затем совершил ранний второй пит-стоп и планировал идти на тактику трех дозаправок. За несколько кругов до финиша опять пошёл дождь и практически все поехали менять сухую резину обратно на промежуточную. За два круга до финиша Феттель смог обогнать Хэмилтона и вышел на пятую позицию. Шестая строчка Хэмилтона не устраивала, так как в этом случае он терял чемпионский титул, судьба которого была решена на предпоследнем повороте последнего круга, когда пара Феттель и Хэмилтон обогнала Тимо Глока, который решил рискнуть и не менял резину на дождевую, в результате чего прошёл последний круг по сырой трассе почти на 20 секунд медленнее остальных, потерял всё своё преимущество из-за меньшего числа пит-стопов и едва удержал машину от вылета. Масса выиграл гонку и при пятом месте Хэмилтона его отставание в чемпионате составило лишь одно очко. В результате того, что Алонсо финишировал вторым, заработал 8 очков, смог обойти Хайдфельда в борьбе за пятое место в чемпионате, а третье место Райкконена в Бразилии позволило и ему подняться на строчку в чемпионате и он стал третьим в сезоне при равенстве очков с Кубицей, но с большим числом побед.
| Место | С  | №  | Гонщик              | Конструктор         | Ш | Круги | Время/причина схода | О  |
| ----- | -- | -- | ------------------- | ------------------- | - | ----- | ------------------- | -- |
| 1     | 1  | 2  | Фелипе Масса        | Ferrari             | B | 71    | 1:34:11,435         | 10 |
| 2     | 6  | 5  | Фернандо Алонсо     | Renault             | B | 71    | +13,298             | 8  |
| 3     | 3  | 1  | Кими Райкконен      | Ferrari             | B | 71    | +16,235             | 6  |
| 4     | 7  | 15 | Себастьян Феттель   | Toro Rosso-Ferrari  | B | 71    | +38,011             | 5  |
| 5     | 4  | 22 | Льюис Хэмилтон      | McLaren-Mercedes    | B | 71    | +38,907             | 4  |
| 6     | 10 | 12 | Тимо Глок           | Toyota              | B | 71    | +44,368             | 3  |
| 7     | 5  | 23 | Хейкки Ковалайнен   | McLaren-Mercedes    | B | 71    | +55,074             | 2  |
| 8     | 2  | 11 | Ярно Трулли         | Toyota              | B | 71    | +1:08,433           | 1  |
| 9     | 12 | 10 | Марк Уэббер         | Red Bull-Renault    | B | 71    | +1:19,666           |    |
| 10    | 8  | 3  | Ник Хайдфельд       | BMW Sauber          | B | 70    | +1 круг             |    |
| 11    | 13 | 4  | Роберт Кубица       | BMW Sauber          | B | 70    | +1 круг             |    |
| 12    | 18 | 7  | Нико Росберг        | Williams-Toyota     | B | 70    | +1 круг             |    |
| 13    | 17 | 16 | Дженсон Баттон      | Honda               | B | 70    | +1 круг             |    |
| 14    | 9  | 14 | Себастьен Бурде     | Toro Rosso-Ferrari  | B | 70    | +1 круг             |    |
| 15    | 15 | 17 | Рубенс Баррикелло   | Honda               | B | 70    | +1 круг             |    |
| 16    | 20 | 20 | Адриан Сутиль       | Force India-Ferrari | B | 69    | +2 круга            |    |
| 17    | 16 | 8  | Кадзуки Накадзима   | Williams-Toyota     | B | 69    | +2 круга            |    |
| 18    | 19 | 21 | Джанкарло Физикелла | Force India-Ferrari | B | 69    | +2 круга            |    |
| Сход  | 11 | 6  | Нельсиньо Пике      | Renault             | B | 0     | Авария              |    |
| Сход  | 14 | 9  | Дэвид Култхард      | Red Bull-Renault    | B | 0     | Авария              |    |

- В 2009 году Гран-при Абу-Даби был финальной гонкой сезона, забрав это место в расписании чемпионата у Гран-при Бразилии, который оккупировал его в 2004, 2006, 2007 и 2008 годах.
- Льюис Хэмилтон, выиграв чемпионат, стал сам молодым чемпионом Формулы-1 (23 года и 300 дней), перекрыв рекорд Фернандо Алонсо (24 года и 58 дней) в сезоне 2005.[2]
- Если бы Фелипе Масса выиграл чемпионат, то стал бы вторым чемпионом, заработавшим титул на домашнем Гран-при. Единственный гонщик, кому это удавалось, был Нино Фарина в 1950 году.
- Гран-при Бразилии подвел итоги чемпионата третий год подряд.[3]
- У Бразилии не было чемпиона начиная с Айртона Сенны в 1991 году, У Великобритании не было чемпиона начиная с чемпионата 1996 года, тогда титул выиграл Деймон Хилл.
- Хэмилтон стал девятым британским чемпионом, вслед за Майком Хоторном, Грэмом Хилом и его сыном Деймоном, Джимом Кларком, Джоном Сёртисом, Джеки Стюартом, Джеймсом Хантом и Найджелом Мэнселлом.
- Масса мог стать четвёртым бразильским чемпионом, вслед за Эмерсоном Фиттипальди, Нельсоном Пике и Айртоном Сенной.

Гран-при стал последним в карьере Дэвида Култхарда. В свете этого события, у его автомобиля Red Bull была бело-чёрная раскраска для благотворительной акции «Wings for Life», занимающейся исследованиями в области лечения травм спинного мозга. Для раскраски ему пришлось получить разрешения у всех команд чемпионата. Также впервые в Формуле-1 на его шлеме была установлена камера, позволяющая видеть гонку «глазами гонщика». Култхард сошёл после столкновения с Нико Росбергом в первом же повороте.